# Cyclecars José Boniquet Riera
Cyclecars José Boniquet Riera war ein spanischer Hersteller von Automobilen.

## Unternehmensgeschichte
Der Zahnarzt und Rennfahrer José Boniquet Riera gründete 1921 in Madrid das Unternehmen und begann mit der Produktion von Automobilen. Der Markenname lautete JBR, abgeleitet vom Namen des Firmengründers. 1923 endete die Produktion, als das Unternehmen in Bankrott ging. Riera startete 1924 mit dem Storm einen zweiten Versuch als Automobilhersteller.

## Fahrzeuge
Das Unternehmen stellte Cyclecars her. Beim Prototyp erfolgte die Kraftübertragung über Riemen, bei den Serienmodellen über eine Kardanwelle. Für den Antrieb standen ein Zweizylindermotor von MAG und ein Vierzylindermotor von Ruby mit 904 cm³ Hubraum zur Verfügung. Es gab die Karosserieformen Torpedo, Limousine und offene Zweisitzer. Die Fahrzeuge wurden auch mit Erfolg bei Rennen eingesetzt. So errang Riera 1923 einen Klassensieg beim Armangué-Rennen.